# Bøtø By
Bøtø By is een gehucht binnen de plaats Marielyst, gemeente Guldborgsund, Denemarken. De bebouwing is in de 20e eeuw volledig vastgegroeid aan de badplaats Marielyst en bestaat voornamelijk uit vakantiehuisjes.

## Geschiedenis
Bøtø was oorspronkelijk een eiland, ontstaan door het vastgroeien van drie kleinere eilandjes. In de middeleeuwen werd het eiland gebruikt om er het vee te laten grazen. 
Het eiland zou begin 16e eeuw gekoloniseerd zijn door Nederlanders, op uitnodiging van koning Christiaan II. In 1552 kregen in ieder geval elf Nederlandse immigranten officiële rechten om op Bøtø te wonen.
In de 18e eeuw groeide het eiland vast aan Falster. De oude zeearm aan de westzijde, Bøtø Nor, raakte rond 1750 de verbinding met de Oostzee kwijt, waardoor een langgerekt meer ontstond van 15 kilometer lang en 1 kilometer breed. Eerdere pogingen om de oude zeearm te ontwateren werden vanaf 1860 grootschaliger aangepakt door de aanleg van dijken, afwateringskanalen en een stoomgemaal. De nieuwe polders werden in gebruik genomen als landbouwgrond. In 1976 werden de laatste resten van Bøtø Nor een beschermd natuurgebied met een vogelreservaat.
De bebouwing van Bøtø bleef lang beperkt tot een handvol boerderijen langs de Bøtø Møllevej. In de 20e eeuw breidde Marielyst echter uit richting het zuiden en werd Bøtø volgebouwd met vakantiewoningen.

## Militair vliegveld
Ten zuiden van Bøtø lag vóór en tijdens de Tweede Wereldoorlog een vliegveldje voor zweefvliegtuigen. In het voorjaar van 1944 vorderde de Duitse bezettingsmacht het vliegveldje en bouwde het om tot een eenvoudig militair vliegveld met een start- en landingsbaan van gras. Het doel van het vliegveld was vooral om als uitwijkplek te dienen voor vliegtuigen uit het noorden van Duitsland. Eind april 1945 hadden er zich uiteindelijk 54 Duitse vliegtuigen verzameld. Op 3 mei volgde een luchtaanval van de Royal Canadian Air Force, waarbij 10 Duitse vliegtuigen werden vernietigd. Na de oorlog is het vliegveld verdwenen vanwege de bouw van vakantiewoningen; alleen in het noordelijke deel van het bosgebied Bøtøskov zijn nog restanten terug te vinden.